# Laura Bullion
Laura Bullion (octobre 1876 – 2 décembre 1961) était une femme hors-la-loi de la Conquête de l'Ouest. La plupart des sources indiquent qu'elle est née d'un patrimoine allemand et Amérindien à Knickerbocker, près de Mertzon dans le comté d'Irion au Texas ; la date exacte du jour de sa naissance est incertaine. Les données du Recensement fédéral des années 1880 et 1900 suggèrent que Laura Bullion pourrait être née dans une ferme dans le canton de Palarm près de Conway dans le comté de Faulkner en Arkansas, et aurait grandi dans le comté de Tom Green au Texas. D'autres sources affirment que Laura Bullion est née dans le Kentucky en 1873.
Dans les années 1890, Laura Bullion a été membre du gang de Butch Cassidy, le Wild Bunch. Ses compagnons étaient hors-la-loi, notamment Sundance Kid, "Black Jack" Ketchum, et Kid Curry. Pendant plusieurs années dans les années 1890, elle a une relation amoureuse avec le hors-la-loi Ben Kilpatrick (« The Tall Texan »), un braqueur de banque et de train et une connaissance de son père, qui avait été hors-la-loi également. En 1901, Laura Bullion a été reconnue coupable de braquage et condamné à cinq ans de prison pour sa participation à l'attaque du Great Northern train. Elle a été libérée en 1905, après avoir purgé trois ans et six mois de sa peine.
Laura Bullion déménage à Memphis, dans le Tennessee en 1918, se présentant comme une veuve de guerre et en utilisant des noms d'emprunt. Elle gagne sa vie comme ménagère et couturière, et plus tard comme drapière, couturière et décoratrice d'intérieur. Sa fortune a diminué à la fin des années 1940, alors qu'elle était sans emploi. En 1961, elle meurt d'une maladie cardio-vasculaire à l'hôpital du comté de Shelby à Memphis. Elle repose au Memorial Park Cemetery à Memphis.

## Jeunesse
La plupart des sources rapporte que Laura Bullion est née à Knickerbocker, près de Mertzon dans comté d'Irion au Texas vers le mois d'octobre 1876. Bien que la date réelle de sa naissance est inconnue, son acte de décès indique le 4 octobre pour son anniversaire. Sa mère était Allemande, et son père était amérindien. Son certificat de décès indique Henry Bullion comme père et Fredy Byler comme mère.
Le père de Laura Bullion avait été un hors-la-loi et avait fait la connaissance des hors-la-loi William Carver (« News Carver ») et Ben Kilpatrick (« The Tall Texan »), qui ont tous deux rencontré Laura quand elle avait environ 13 ans. Sa tante, Viana Byler, s'est mariée avec Carver en 1891, mais elle mourut peu de temps après le mariage de la fièvre. À 15 ans, Laura Bullion a commencé une relation avec Carver, qui pendant un temps après la mort de sa femme avait été lié à la hors-la-loi Josie Bassett, sœur d'Ann Bassett, la petite amie de Cassidy.

### Prostitution
Laura Bullion a également travaillé comme prostituée pendant un temps, jusqu'à l'âge de 16 ou 17 ans. On pense aussi qu'elle est retournée à la prostitution, de temps à autre, travaillant surtout dans le bordel de Madame Fannie Porter à San Antonio au Texas, un refuge fréquent de la bande.
Le rapport de son arrestation à Saint-Louis dans le Missouri en 1901, stipule prostituée en tant que profession.

### Ambiguïté autour de son anniversaire
La plupart des sources, ainsi que sa pierre tombale, indiquent 1876 comme année de sa naissance,. 1873 est également mentionné comme possible année de sa naissance. Le jour exact n'est pas connu.
Dans un rapport d'arrestation daté du 6 novembre 1901, son âge est mentionné à 28 ans au moment de l'arrestation. Si l'on considère que l'année de naissance 1876 est correcte, Bullion aurait eu 24 ou 25 ans à moment-là.
Le certificat de décès indique que l'âge de Bullion à son décès était de 74 ans et que sa date de naissance était le 4 octobre 1887. Si l'on considère que l'année de naissance 1876 est correcte, Bullion aurait eu 84 ou 85 ans à son décès. Le certificat est délivré sous le nom de Freda Bullion Lincoln, une fausse identité qu'elle a endossé quand elle s'est installée à Memphis, prétendant être la veuve de guerre de Maurice Lincoln et se faisant passer pour environ dix ans plus jeune qu'elle était.

### Ambiguïté sur son lieu de naissance
La plupart des sources, y compris le certificat de décès de Laura Bullion, donne le Texas, comme son état de naissance,.
Les données figurant dans le Recensement des États-Unis des années 1880 et 1900 suggèrent que Laura Bullion serait née dans une ferme dans le canton de Palarm près de Conway dans le comté de Faulkner en Arkansas. Le Recensement fédéral de la population de 1880 pour le canton de Palarm révèle la famille du fermier né au Kentucky du nom de Henry Bullion, âgé de 42 ans, vivant avec sa femme Martha, 40 ans, et ses quatre enfants, dont un fils Lewis, âgé de 4 ans.
Le Recensement fédéral de 1900 consigne une Laura Bullion de 23 ans, né en octobre 1876, dans l'Arkansas, qui a déclaré sa profession comme « femme de ménage » et qui vit avec ses grands-parents E. R. & Serena Byler, sa tante, Mme Mary Allen et ses trois enfants à la propriété familiale Byler située dans la partie sud-ouest de la circonscription numéro 4 du comté de Tom Green au Texas. Le comté de Tom Green borde au nord et à l'est le comté d'Irion, comté de naissance déclaré de Laura Bullion.
D'autres documents affirment que Laura Bullion serait « probablement » né dans le Kentucky en 1873, et aurait grandi au Texas.

## Vie de hors-la-loi
Quand Laura Bullion a commencé à fréquenter Carver, il était avec le gang de Tom "Black Jack" Ketchum, et elle voulait se joindre à lui. Cependant, il ne l'autorisa pas au premier abord, et ils ne se voyaient qu'entre deux braquages. Alors qu'il est dans l'Utah et poursuivi par des représentants de la loi, Carver intègre le gang du Wild Bunch, dirigé par Butch Cassidy et Elzy Lay.

### Alias et déguisements
Les membres du Wild Bunch surnomment Laura Bullion « Della Rose », un surnom qu'elle a trouvé après avoir rencontré la petite amie de Kid Curry Della Moore. Bullion a été aussi appelée souvent la « Rose du Wild Bunch ». Quand elle et son petit ami Ben Kilpatrick ont fui vers l'est pour échapper à la loi après une attaque de train en 1901, le couple a voyagé sous le nom de « M. et Mme Benjamin Arnold ».
Dans un procès-verbal d'arrestation à la suite de l'attaque du train, daté du 6 novembre 1901, le nom consigné de Bullion est « Della Rose » et ses alias sont « Clara Hays » et « Laura Casey & [Laura] Bullion ». Le procès-verbal d'arrestation déclare son métier comme prostituée. Selon un article du New York Times, elle se faisait passer pour « Mme Nellie Rose » au moment de son arrestation. Le même article mentionne également le soupçon qu'elle aurait pu participer à un braquage de train dans le Montana, "« déguisée en garçon ». Le document cite le Chef des Détectives Desmond : « I would'nt  [sic] think helping to hold up a train was too much for her. She is cool, shows absolutely no fear, and in male attire would readily pass for a boy. She has a masculine face, and that would give her assurance in her disguise. » (« Je ne pense pas qu'aider à braquer un train est trop pour elle. Elle est calme, ne montre absolument aucune peur et dans des vêtements masculins, elle passerait aisément pour un garçon. Elle a un visage masculin, et cela lui donnerait de l'assurance dans son déguisement. ») En plus de « Clara Hays », Bullion a également utilisé « Clare Hayes » ou « Clara Hayes » comme alias. D'autres noms d'emprunt, qu'elle a utilisé à l'époque étaient « Desert Rose », « Wild Bunch Rose » et « Clara Casey ».
Lorsque Bullion apparaît à Memphis en 1918, elle utilise les noms de « Freda Lincoln », « Freda Bullion Lincoln » et « Mme Maurice Lincoln », prétendant être une veuve de guerre de son mari Maurice Lincoln. Elle s'est aussi faite dix ans plus jeune, prétendant être née en 1887. Sur sa pierre tombale au Memorial Park Cemetery à Memphis, le nom inscrit est « Freda Bullion Lincoln » et « Laura Bullion », son nom de naissance. L'épitaphe, « The Thorny Rose » (La rose épineuse) fait référence à son surnom dans le Wild Bunch.

### Relations
Au début des années 1890, Bullion a commencé une relation amoureuse avec Ben Kilpatrick (« The Tall Texan »), après que Carver a commencé une relation avec une prostituée nommée Lillie Davis, qu'il avait rencontrée au bordel de Fannie Porter à San Antonio au Texas. Pendant que le gang braquait des trains, Bullion les a aidés en vendant des marchandises volées, et en établissant des liens qui pourraient donner à la bande des approvisionnements stables et des chevaux.
En 1901, Bullion eut de nouveau une relation sentimentale avec Carver, ainsi qu'avec d'autres membres de la bande de façon occasionnelle. Lorsque Carver a été tué par des représentants de la loi le 1er avril 1901, Bullion s'est de nouveau liée avec Kilpatrick, et les deux ont fui à Knoxville dans le Tennessee. Della Moore et Kid Curry les ont rejoints là-bas, et les quatre sont restés ensemble pendant plusieurs mois, jusqu'en octobre, lorsque Della Moore a été arrêté pour avoir passé de l'argent lié à un des vols du gang.

### Arrestation
Le 6 novembre 1901, Bullion a été arrêté sur des accusations fédérales pour « falsification de signatures de billets de banque » à l'Hôtel Laclede à Saint-Louis. Elle avait 8 500 $ de billets de banque volés en sa possession, volés dans l'attaque du train Great Northern.
Le 12 décembre 1901, Kilpatrick est arrêté. Curry échappe à sa capture, le 13 décembre 1901, tuant deux policiers de Knoxville. Bullion et Kilpatrick ont tous deux été reconnus coupables de braquage, Bullion est condamnée à cinq ans de prison, et Kilpatrick reçoit une peine de 20 ans. Elle purgera 3 ans et demi avant d'être relâchée en 1905. Kilpatrick n'a été libéré de prison qu'en 1911.

## Après la vie de hors-la-loi
Kilpatrick resta en contact avec Bullion par lettres. Au moment de sa libération de prison en 1911, elle avait eu des liaisons avec au moins quatre autres hommes, mais ils n'ont jamais renoué et ne se sont jamais revus. Kilpatrick a été tué lors du braquage d'un train, le 13 mars 1912. À cette époque, tous les membres du gang du Wild Bunch étaient soit en prison, morts, ou avaient purgé une peine de prison et étaient passés à d'autres choses dans leur vie.[réf. nécessaire]

### Les années à Memphis

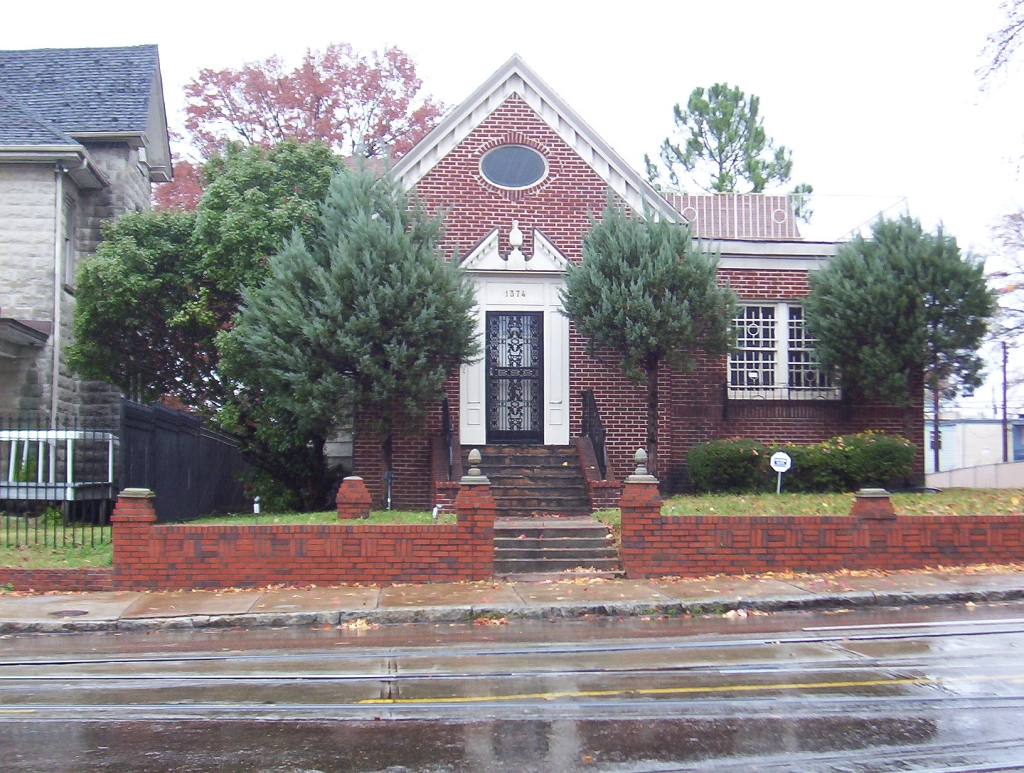
La maison de Laura Bullion à Memphis dans les années 1927-1948 (2007)

En 1918, Laura Bullion s'installe à Memphis, où elle a passé le reste de sa vie à travailler comme ménagère et couturière, et plus tard comme drapière, créatrice de mode et décoratrice d'intérieur.
En 1920, elle est inscrite dans le registre de la ville de Memphis comme couturière pour la Jennings Furniture Co., avec des locaux au 221 Monroe Ave. De 1927 à 1948, elle est répertoriée comme « ménagère » au 1374 Madison Ave. C'est le seul des bâtiments encore existant en 2007. Dans les années 1930, Bullion a été répertoriée comme « drapière ». Sa profession a été mise à jour en « décoratrice d'intérieur » en 1940. Sa fortune a diminué à la fin des années 1940. En 1950, Bullion déménage au 1065 Walker Ave, sans profession répertoriée. L'année suivante, elle déménage au 3691 Sud Ave et, en 1952, au 733 Decatur St. De 1953 à 1959, Bullion disparaît de l'annuaire téléphonique et n'est pas répertoriée dans le registre de la ville.[réf. nécessaire]
En 1959, Bullion est répertoriée comme habitant au 278 Cossit Place. Elle y vécut jusqu'à sa mort deux ans plus tard.

### Mort

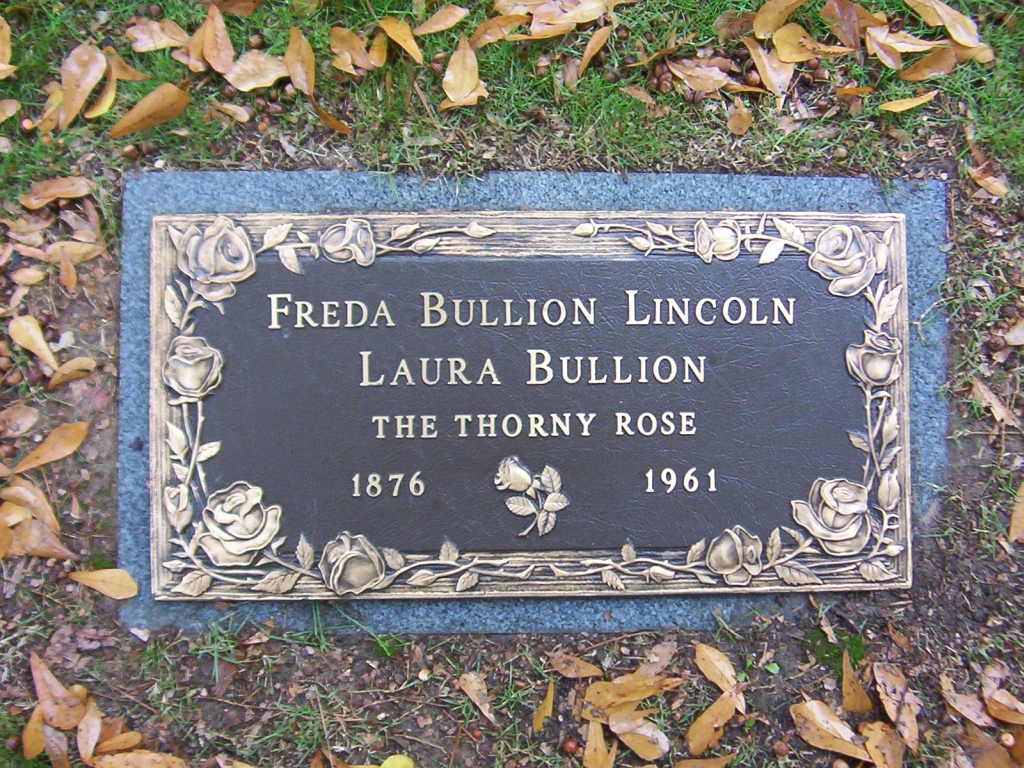
Pierre tombale au Memorial Park Cemetery, Memphis (2007)

Selon son avis de décès, Bullion est morte d'une maladie cardiaque à l'hôpital du comté de Shelby à 18 h 45, le 2 décembre 1961. Le service commémoratif a eu lieu deux jours plus tard, à 11 h 30 du matin le 4 décembre. Elle est enterrée au Memorial Park Cemetery à Memphis. Bullion a été le dernier membre survivant du gang du Wild Bunch.
Sa pierre tombale se lit comme suit :
Freda Bullion Lincoln
Laura Bullion
The Thorny Rose
1876 - 1961
La pierre tombale en bronze de Bullion a une décoration en relief de roses grimpantes sur les bords. La décoration et son épitaphe, « The Thorny Rose » (La rose épineuse), se réfèrent au surnom de Bullion dans le Wild Bunch.

## Le destin de ses compagnons
Pendant un certain nombre d'années avant sa mort, Bullion était l'une des trois personnes qui avaient réellement connu la mystérieuse Etta Place, petite amie du membre du gang du Wild Bunch, Sundance Kid. Etta Place a simplement disparu en 1909, à la suite de la mort présumée du Kid en Bolivie. Au même moment, une femme nommée Eunice Gray a commencé à exploiter un bordel au Texas, Gray a souvent été spéculé pour être en fait Etta Place. Seuls Bullion, Ann Bassett et Josie Bassett auraient pu confirmer ou non. Ann Bassett est morte en 1956. En 1964, Josie Bassett est décédée, la dernière personne qui pouvait éclairer les faits sur Etta Place.